# 平和のための平壌国際体育・文化祝典
平和のための平壌国際体育 文化祝典（へいわのためのピョンヤンこくさいたいいく ぶんかしゅくてん、朝鮮語：평화를 위한 평양 국제 체육 및 문화축전）は、新日本プロレスが北朝鮮平壌市で開催したプロレス興行。アントニオ猪木の師匠である力道山が朝鮮半島出身であったことなどから強力に推進された。

## 試合結果

### 1日目
日程
1995年4月28日
会場
綾羅島5月1日競技場
観衆
15万人
第1試合
シングルマッチ 20分1本勝負
永田裕志 vs. 石澤常光
第2試合
全日本女子プロレス提供試合 20分1本勝負
ブル中野、北斗晶 vs. 豊田真奈美、吉田万里子
第3試合
シングルマッチ 20分1本勝負
馳浩 vs. ワイルド・ペガサス
第4試合
タッグマッチ 20分1本勝負
蝶野正洋、ヒロ斎藤 vs. エル・サムライ、安田忠夫
第5試合
シングルマッチ 20分1本勝負
フライング・スコーピオ vs. 大谷晋二郎
第6試合
シングルマッチ 20分1本勝負
佐々木健介 vs. マサ斎藤
第7試合
シングルマッチ 20分1本勝負
橋本真也 vs. スコット・ノートン

### 2日目
日程
1995年4月29日
会場
綾羅島メーデー・スタジアム
観衆
19万人
第1試合
シングルマッチ 20分1本勝負
永田裕志 vs. ヒロ斎藤
第2試合
全日本女子プロレス提供試合 20分1本勝負
北斗晶 vs. ブル中野
第3試合
シングルマッチ 20分1本勝負
ブラック・キャット vs. エル・サムライ
第4試合
シングルマッチ 20分1本勝負
ワイルド・ペガサス vs. フライング・スコーピオ
第5試合
タッグマッチ 20分1本勝負
スコット・ノートン、蝶野正洋 vs. 野上彰、飯塚孝之
第6試合
シングルマッチ 20分1本勝負
ロード・ウォリアー・ホーク vs. 安田忠夫
第7試合
タッグマッチ 20分1本勝負
スコット・スタイナー、リック・スタイナー vs. 馳浩、佐々木健介
第8試合
シングルマッチ 20分1本勝負
アントニオ猪木 vs. リック・フレアー

## エピソード
- 大会初日、北朝鮮サイドは「日本の曲を使ってはいけない」と通達し、通常の入場曲とは異なるものが流されたが、2日目は新日本サイドが「普段通りの曲を使う」と強硬に主張し、『炎のファイター 〜INOKI BOM-BA-YE〜』が通常通り流された[1]。
- 2日目メインイベント後、猪木は「1、2、3、ピョンファー（平和）！」と叫び興行を締めた[2]。
- 2日目の観客動員数は19万人でプロレス史上最多記録となった（ただし、現地人観衆の大半は文字通りの動員だった）。
- この大会で佐々木健介は参戦していた北斗晶に一目惚れして、日本に帰国後結婚を申し込んで北斗も快諾し異例の早さでの結婚となった。
- アントニオ猪木とリック・フレアーの試合では、モハメド・アリが立会人を務めた。北朝鮮側は新日本プロレスに対しマイケル・ジョーダンの訪朝を依頼したが、ジョーダン本人が訪朝に乗り気でなかったため、猪木と親交のあるアリとなった経緯がある。[3]
- 北朝鮮はこの「平和のためのスポーツ祭典」について記念切手セットが発行された[4][5]。
- この大会で全日本女子プロレス提供の試合が行われたが、試合は特に盛り上がり、それまで女子プロレスを認めていなかった猪木が女子プロレスを評価するようになり、後のジョーニー・ローラーの新日本参戦につながった[6]。
- この興行で新日本プロレスは多額の債務を抱え、この債務の返済のために大きな収益が上がるビッグマッチが必要となり、当時自転車操業で団体存続の危機となっていたUWFインターナショナルと利害が一致。新日本とUインターが突如として急接近し、「激突!!新日本プロレス対UWFインターナショナル全面戦争」などの対抗戦が行われることになった[7]。